# شونيز حاد البتلات
الشونيز حاد البتلات (باللاتينية: Nigella oxypetala) نوع نباتي يتبع جنس الشونيز من الفصيلة الحوذانية.

## الموئل والانتشار
موطن هذا النوع بلاد الشام (بما فيها الأقاليم السورية الشمالية) وتركيا وإيران وأرمينيا وأذربيجان.